# حمام الأغزاز
حمام الأغزاز إحدى معتمديات الجمهورية التونسية، تابعة لولاية نابل.

## التاريخ
تأسّست على الأرجح في القرن السابع عشر وبنيت في القرن الثامن عشر على يد مهاجرين أتراك قدموا من الشرق واندمجوا مع الأهالي. يعرف أهل حمام الأغزاز بالغُزّيّة نسبة إلى مؤسسها محمد بن عليّ الطرابلسيّ الغُزّي (نسبة إلى قبائل الغُزّ التركية أتراك الأوغوز التي أسست الامبراطورية العثمانية في الأناضول سنة 1299). أما لقب الطرابلسيّ فهو يعود إلى مدينة طرابلس اللّبنانيّة كما تؤكد ذلك جميع الروايات الشفوية التي يتناقلها كبار البلدة في ما بينهم. بعد رحلة طويلة من طرابلس لبنان إلى تونس مرورا بمصر وليبيا، حاول محمد الطرابلسي الغزي الاندماج مع سكان الساحل التونسي والقيروان. غير أنّه اختار الوطن القبليّ في الأخير وتزوّج من امرأة من «بني خيار» تدعى آمنة بوعجينة. وبعد خلاف بينه وبين أهلها ترك بني خيار وذهب صحبة زوجته ليستقرّ بهنشير الحمام قرب قليبية. وتمكّن من شراء الجهة القبليّة الشرقيّة من هذا الهنشير ومجاورة «أولاد دبيب»، سكّان حمّام الجبليّ حاليّا الذين يقطنون في الجهة الجوفية الشمالية من نفس المكان، وأولاد دبيب هؤلاء هم فرع أو «عرش» من «عروش أولاد اِمْحِمِّدْ» الأعراب المنتشرين في قسم كبير من الوطن القبليّ.
تتمتع حمام الأغزاز بشاطئ رملي يعد من أجمل الشواطئ التونسية.إذ تمتد على طول 3 كم من «بيت العسة» أو «المنشار» إلى «دمنة» مرورا بـ«سيدي منصور» أو «رأس الملاح».
و تعد حمام اللأغزاز مكانا رائعا للسكني إذ يسود بها الهدوء وقلة الضجيج الموجود عادة في المدن ويزورها عددا لا بأس به من السياح من داخل ومن خارج البلاد التونسية.
و موقع حمام الأغزاز الجغرافي هام جدا، إذ هي قريبة من مدينة قليبية (حوالي 2.5 كم) ومن آثار كركوان البونيّةالهامة ومن برج قليبية البيزنطي الشهير، والأهم من ذلك تعد حمام الأغزاز من أقرب الأراضي التونسية المطلة علي السواحل الإيطالية.
والأنشطة الفلاحية في حمام الأغزاز متنوعة مثل الحبوب والطماطم والبطاطا والخضر بجميع أنواعها والزيتون والتين والأشجار المثمرة والدرع والفلفل والتوابل. إلا أنَّ هذه الأنشطة اليومَ في تراجعٍ نتيجةَ الزّحف العمرانيّ وعزوف الناس عن القطاع الفلاحي.
حمّام الأغزاز بها سبخة كبيرة جدا تمتلئ في فصل الشتاء بالماء وفي الصيف تجف وتعد محطة هامة لراحة الطيور المهاجرة من إفريقيا إلي أوروبا والعكس كذلك.

## مواضيع ذات علاقة
- ولاية نابل.

## وصلات خارجية
- مدوّنة دمنة حول مدينة حمام الأغزاز.